# Dennis W. Harding
Pour les articles homonymes, voir Harding.
Ne doit pas être confondu avec Denys W. Harding.
Dennis William Harding, né en 1940 est un archéologue britannique. Il est le troisième titulaire, depuis sa fondation de la chaire Abercromby d'archéologie de l'université d'Édimbourg (Abercromby Chair of Archaeology at Edinburgh University).